# Túnel do carpo
O túnel do carpo ou túnel cárpico é um túnel na anatomia do punho humano, formado pelos ossos carpais.

## Conteúdo
- Tendões dos seguintes músculos:
  - flexor profundo dos dedos (4 tendões)
  - flexor superficial dos dedos (4 tendões)
  - flexor longo do polegar (1 tendão)

Algumas fontes incluem o flexor radial do carpo, no entanto é mais preciso afirmar que ele percorre no retináculo dos flexores, que cobre o túnel do carpo.
- Nervos:
  - Nervo mediano entre os tendões do músculo flexor profundo dos dedos e músculo flexor superficial dos dedos.

## Patologia
A síndrome do túnel do carpo é caracterizada pela compressão do nervo mediano.